# Польский реквием
Польский реквием  — одно из крупнейших произведений польского композитора Кшиштофа Пендерецкого.
«Польский реквием» писался в течение нескольких десятилетий (1980—2005). В 1980 году появился его первый фрагмент — «Lacrimosa», написанная в память о гданьских докерах, расстрелянных во время восстания против тоталитарного режима десятью годами раньше; композитор посвятил эту музыку Леху Валенсе и возглавляемому им союзу «Солидарность». В 1981 году появился «Agnus Dei», посвящённый памяти глубоко почитаемого в Польше кардинала Вышинского; в 1982 — «Recordare Jesu pie», написанный по случаю причисления к лику блаженных священника Максимилиана Кольбе, который в 1941 году, спасая другого пленника, добровольно пошёл на смерть в Освенциме. В 1984 году — в сороковую годовщину Варшавского восстания против нацистской оккупации — был создан «Dies Irae» (отличный от одноимённого сочинения 1967 года). Первая редакция «Польского реквиема» впервые прозвучала в Штутгарте в сентябре 1984 года под управлением Мстислава Ростроповича.
В 1993 году композитор дописал к партитуре «Sanctus» (в таком виде «Польский реквием» был исполнен на фестивале Пендерецкого в Стокгольме 11 ноября 1993 года под управлением автора).
В 2005 году Пендерецкий дописал к Реквиему Чакону для струнного оркестра памяти Папы Иоанна Павла II.

## Структура
- Introitus
- Kyrie
- Dies irae
- Tuba mirum
- Mors stupedit
- Quid sum miser
- Rex tremendae
- Recordare Jesu pie
- Ingemisco tanquam reus
- Lacrimosa
- Sanctus
- Benedictus
- Chaconne
- Agnus Dei
- Lux aeterna
- Libera me, Domine
- Święty Boże
- Libera animas

## Исполнения и записи
Первое исполнение «Польского реквиема» (без позднейших «Sanctus» и «Чаконы») состоялось 28 сентября 1984 года — Симфоническим оркестром Штутгартского Радио дирижировал Мстислав Ростропович.
Записи «Польского реквиема» сделаны под управлением Антония Вита, Кшиштофа Пендерецкого. Обе записи — без позднейшей Чаконы, которая была позже отдельно записана Антонием Витом.
Фрагменты «Польского реквиема» (Чакона) звучат в фильме Анджея Вайды «Катынь».